# Swiss Open Gstaad 1996
Lo Swiss Open Gstaad 1996 è stato un torneo di tennis giocato sulla terra rossa. È stata la 82ª edizione dello Swiss Open Gstaad, che fa parte della categoria World Series nell'ambito dell'ATP Tour 1996. Si è giocato al Roy Emerson Arena di Gstaad in Svizzera, dall'8 al 15 luglio 1996.

## Campioni

### Singolare
Albert Costa ha battuto in finale  Félix Mantilla con il punteggio di 4–6, 7–6(2), 6–1, 6–0

### Doppio
Jiří Novák /  Pavel Vízner hanno battuto in finale  Trevor Kronemann /  David Macpherson con il punteggio di 4–6, 7–6, 7–6